# Jiayuguan
Jiayuguan (chinesisch 嘉峪關 / 嘉峪关, Pinyin Jiāyù Guān – „Pass zum Gepriesenen Tal“) ist eine bezirksfreie Stadt im Westen der chinesischen Provinz Gansu.
Bei der Volkszählung 2020 hatte Jiayuguan 312.663 Einwohner. Das entsprach einer Zunahme von 80.810 seit der letzten Volkszählung 2010 (damals 231.853 Ew.).
Im Gegensatz zu den meisten bezirksfreien Städten Chinas hat Jiayuguan keine weiteren Untergliederungen auf Kreisebene. Es handelt sich um eine kreisfreie Stadt, die auf Bezirksebene erhoben wurde. Die Stadt liegt auf einer Höhe 1.642 m über NN und hat eine Fläche von 2.935 km². Sie ist im Norden, Osten und Westen vom Verwaltungsgebiet der bezirksfreien Stadt Jiuquan umschlossen. Nur im Süden grenzt sie an den Autonomen Kreis Sunan der Yugur, der zur bezirksfreien Stadt Zhangye gehört. 
In der Ming-Zeit wurde im Pass eine auch Jiayuguan genannte Festung gebaut. Diese befand sich damals im äußersten Westen Chinas. Die Festung ist mit der Chinesischen Mauer verbunden.

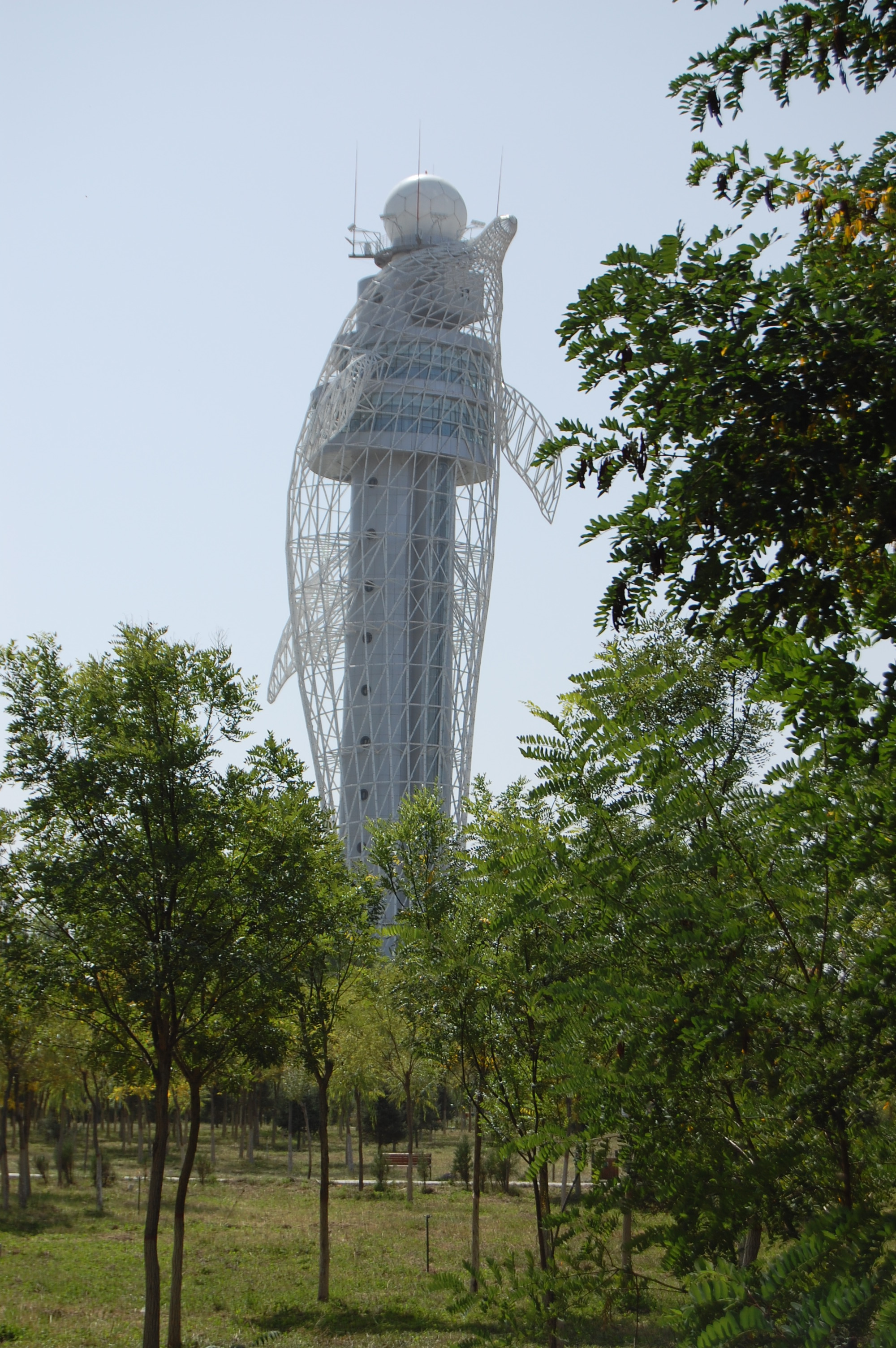
Der Delphin-Turm, das neue Wahrzeichen der Stadt

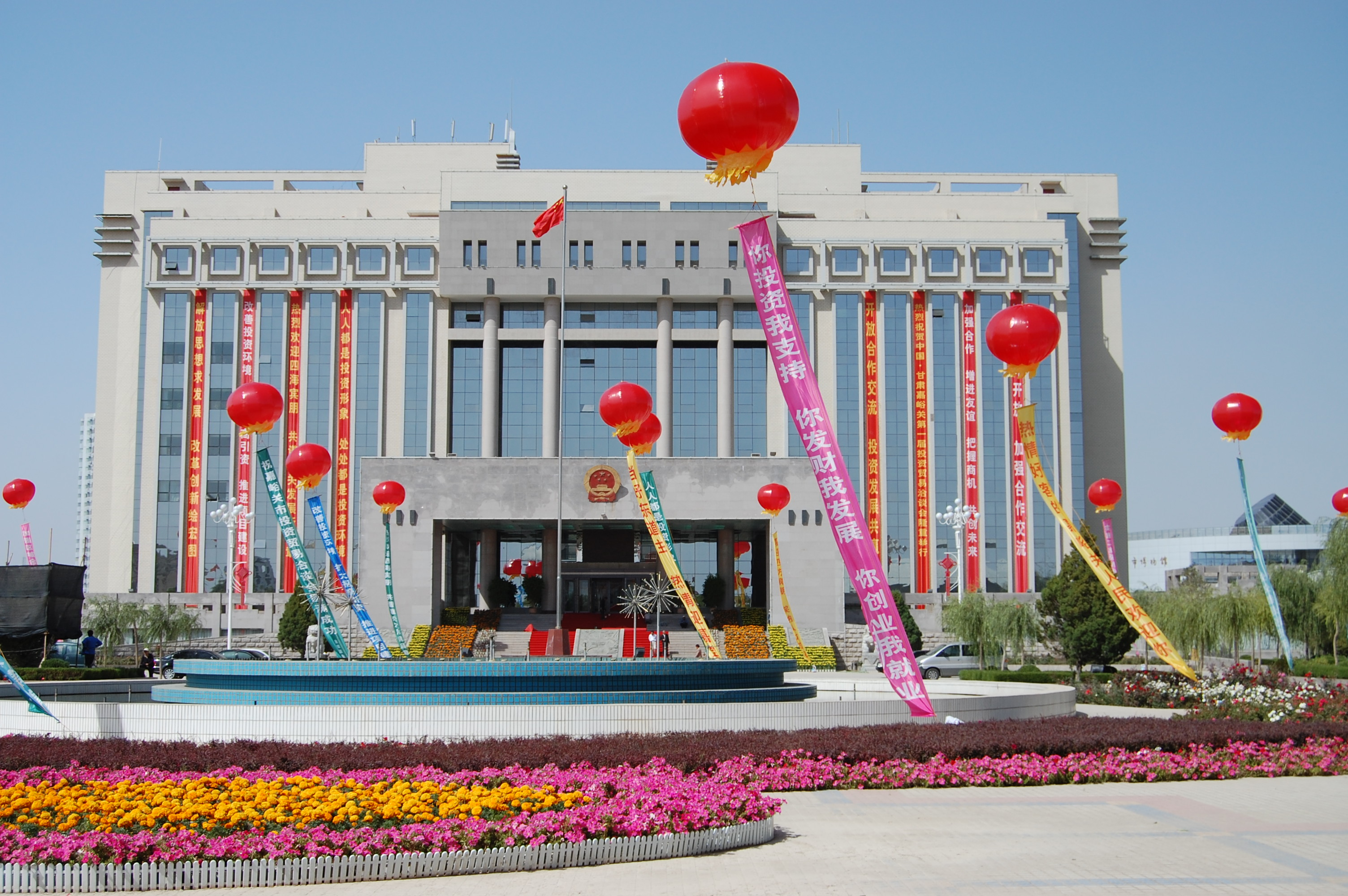
Das Rathaus von Jiayuguan

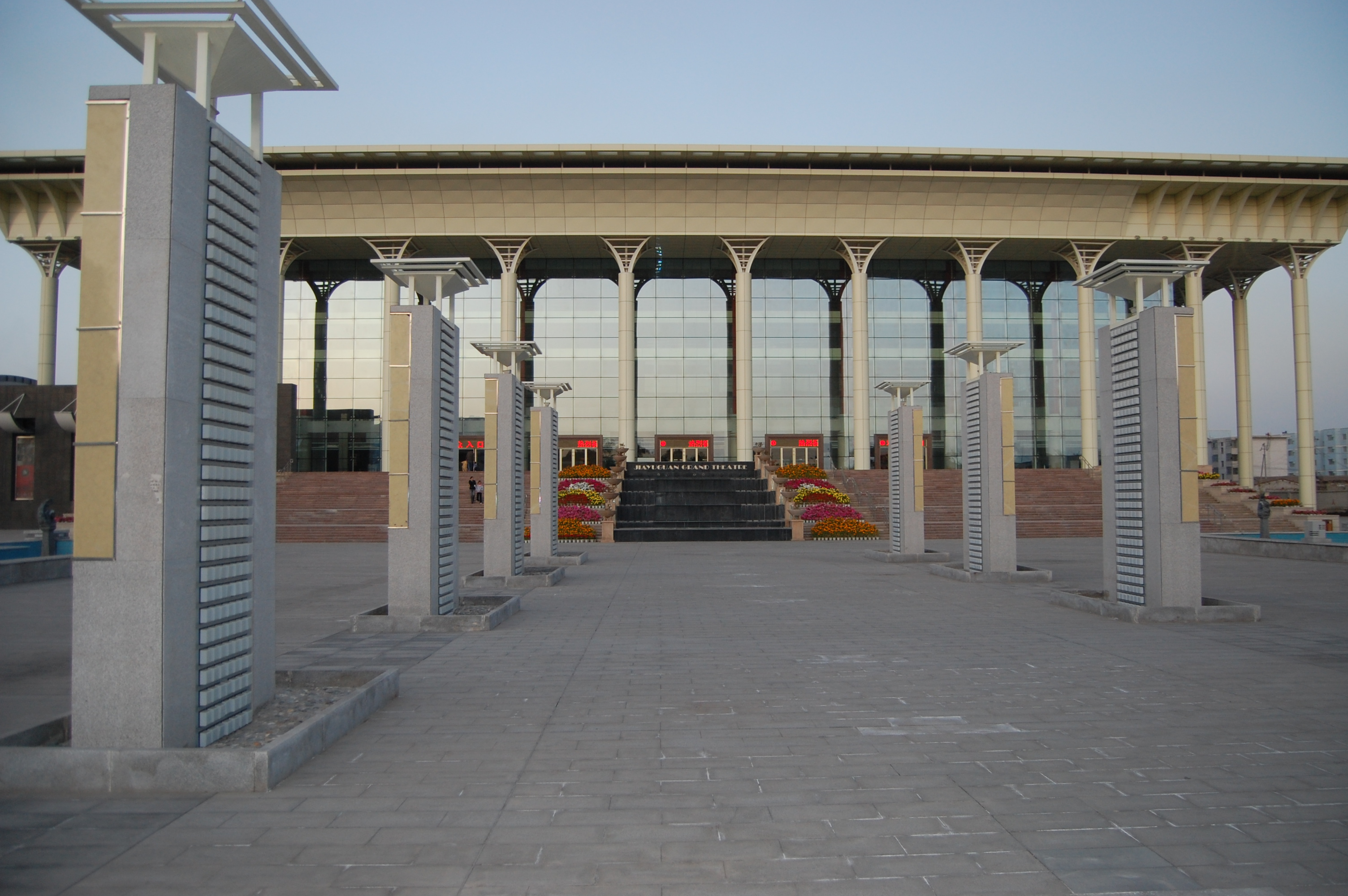
Das Stadttheater (1200 Plätze)

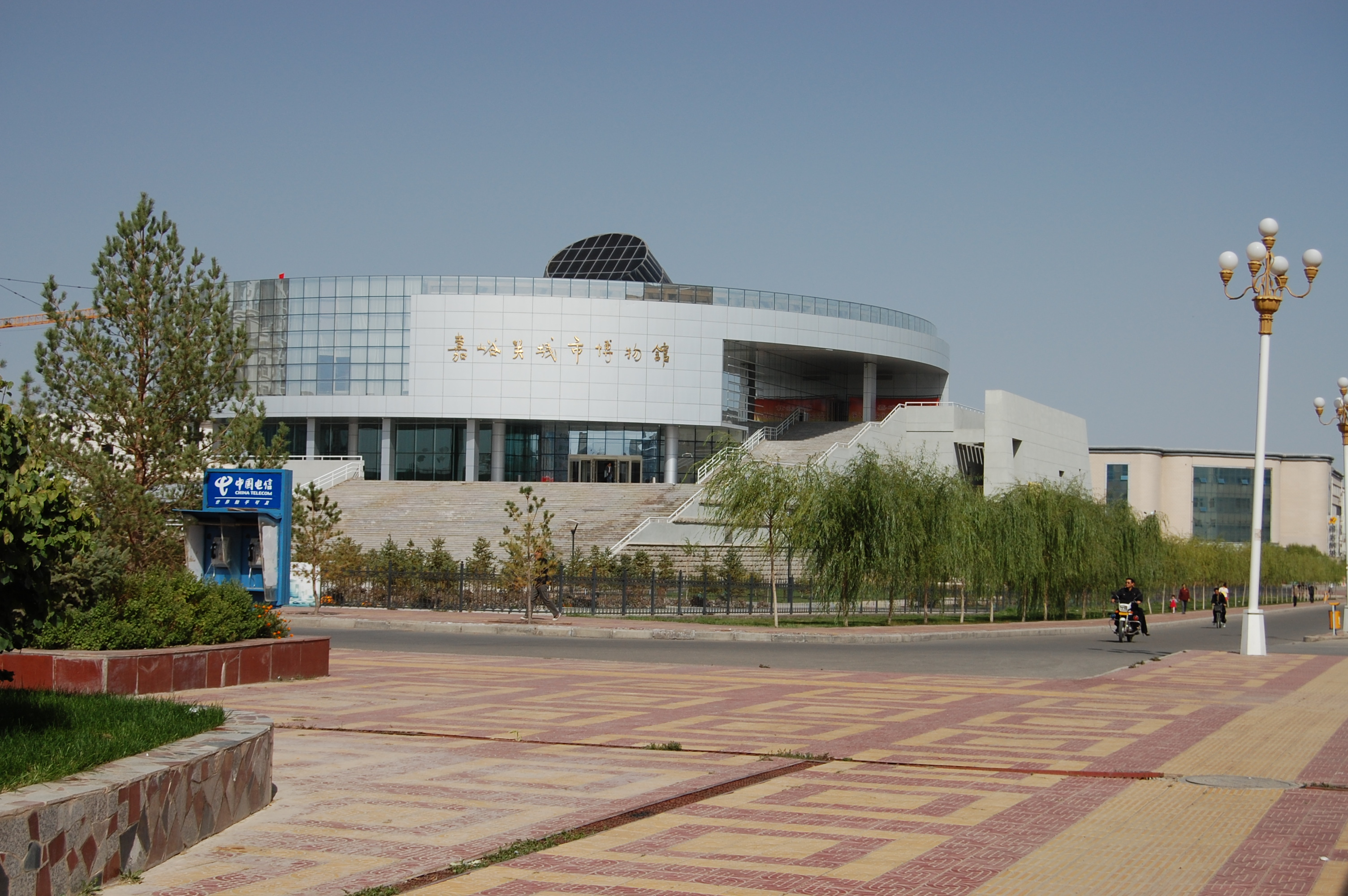
Das Stadtmuseum (erbaut 2008)

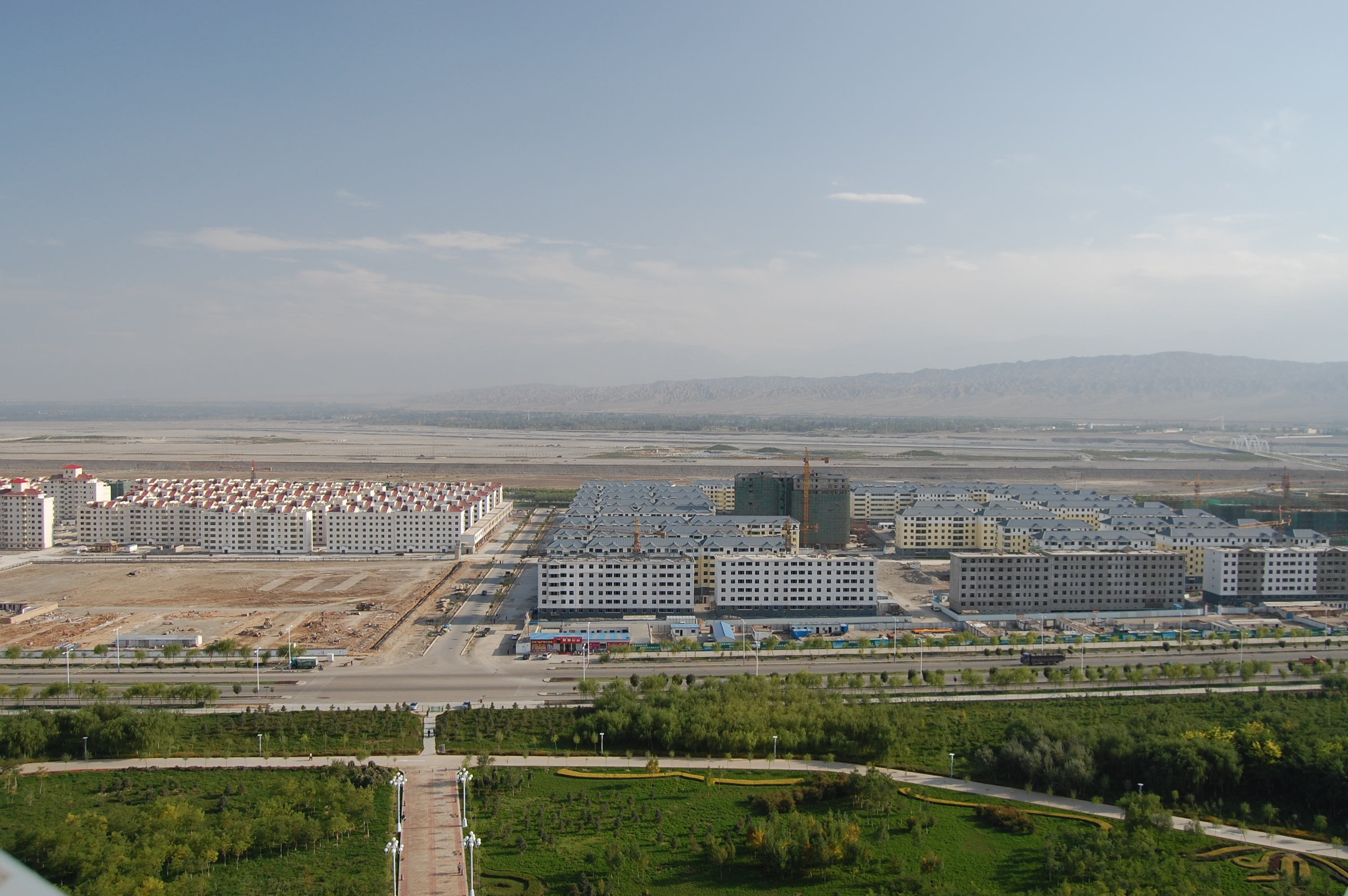
Stadterweiterung in die Wüste

## Administrative Gliederung
Auf Gemeindeebene setzt sich Jiayuguan aus sechs Straßenvierteln und drei Großgemeinden zusammen. Diese sind:
- Straßenviertel Shengli (胜利街道), 28.166 Einwohner (Zensus 2000)
- Straßenviertel Xinhua (新华街道), 16.920 Einwohner (Zensus 2000)
- Straßenviertel Wuyi (五一街道), 16.893 Einwohner (Zensus 2000)
- Straßenviertel Jianshe (建设街道), 52.007 Einwohner (Zensus 2000)
- Straßenviertel Qianjin (前进街道), 18.737 Einwohner (Zensus 2000)
- Straßenviertel Jingtieshan Kuangqu (镜铁山矿区街道), 3.742 Einwohner (Zensus 2000)
- Großgemeinde Xincheng (新城镇), 7.954 Einwohner (Zensus 2000)
- Großgemeinde Yuquan (峪泉镇), 7.698 Einwohner (Zensus 2000)
- Großgemeinde Wenshu (文殊镇), 7.424 Einwohner (Zensus 2000)

## Ethnische Gliederung der Bevölkerung Jiayuguans (2000)
Laut Zensus des Jahres 2000 hatte Jiayuguan 159.541 Einwohner (Bevölkerungsdichte: 54,36 Einwohner/km²).
| Name des Volkes | Einwohner | Anteil  |
| --------------- | --------- | ------- |
| Han             | 155.970   | 97,76 % |
| Hui             | 2.115     | 1,33 %  |
| Mandschu        | 838       | 0,53 %  |
| Tibeter         | 153       | 0,1 %   |
| Yugur           | 127       | 0,08 %  |
| Mongolen        | 101       | 0,06 %  |
| Dongxiang       | 84        | 0,05 %  |
| Tu              | 35        | 0,02 %  |
| Koreaner        | 18        | 0,01 %  |
| Zhuang          | 17        | 0,01 %  |
| Tujia           | 16        | 0,01 %  |
| Sonstige        | 67        | 0,04 %  |

## Sehenswürdigkeiten
- Große Mauer:  Das Teilstück der Großen Mauer von Jiayuguan steht seit 1961 auf der Liste der Denkmäler der Volksrepublik China.